# Bon Mot Productions
| Bon Mot Productions                                                |                     |
| Series Terminadas                                                  | Fechas              |
| The Suite Life on Deck solo 3.ª temporada, terminada con éxito     | 2010–2011           |
| Jessie                                                             | 2011–2015           |
| Películas                                                          | Fechas              |
| The Suite Life Movie, en colaboración con It's a Laugh Productions | 25 de marzo de 2011 |

Bon Mot Productions es una compañía estadounidense fundada en 2009 por la escritora y productora de televisión Pamela Eells O'Connell. La empresa está ubicada en Hollywood, California.

## Producciones

### Programas actuales y anteriores
| Año(s)    | Título                 | Red/Canal      | Eps. | Temps.       |
| --------- | ---------------------- | -------------- | ---- | ------------ |
| 2010-2011 | The Suite Life on Deck | Disney Channel | 22   | Solo temp. 3 |
| 2011-2015 | Jessie                 | Disney Channel | 98   | 1, 2, 3 y 4  |

### Películas de televisión
| Nº | Título               | Fecha de lanzamiento |
| -- | -------------------- | -------------------- |
| 1  | The Suite Life Movie | 25 de marzo de 2011  |